# Eucera venusta
Eucera venusta là một loài Hymenoptera trong họ Apidae. Loài này được Timberlake mô tả khoa học năm 1961.